# Beltraniopsis tanzaniensis
Beltraniopsis tanzaniensis är en svampart som beskrevs av Piroz. 1972. Beltraniopsis tanzaniensis ingår i släktet Beltraniopsis, divisionen sporsäcksvampar och riket svampar.   Inga underarter finns listade i Catalogue of Life.